# Kwangonia feshiensis
Kwangonia feshiensis is een hooiwagen uit de familie Pyramidopidae.